# Férin

Férin este o comună în departamentul Nord, Franța. În 1 ianuarie 2022 avea o populație de 1.441 de locuitori.